# Wilków (województwo śląskie)
Wilków – wieś w Polsce, położona w województwie śląskim, w powiecie zawierciańskim, w gminie Irządze.
| SIMC    | Nazwa       | Rodzaj    |
| ------- | ----------- | --------- |
| 0132859 | Góry        | część wsi |
| 0132865 | Kierków     | część wsi |
| 0132871 | Komisarska  | część wsi |
| 0132888 | Krochmalnia | część wsi |
| 0132894 | Rudna       | część wsi |

W latach 1975–1998 wieś należała administracyjnie do województwa częstochowskiego.